# Kampfgeschwader 26
La Kampfgeschwader 26 Löwen (KG 26) (26e escadron de bombardiers) est une unité de bombardiers de la Luftwaffe pendant la Seconde Guerre mondiale. 

## Opérations
Le KG 26 a opéré sur des bombardiers Heinkel He 111H et Junkers Ju 88A et dans les derniers mois de la guerre sur des Junkers Ju 188G uniquement pour le III./KG 26. 
Il a été engagé dans les engagements suivants :
- Campagne de Pologne
- Campagnes du Danemark et de Norvège
- Invasion de la Yougoslavie
- Bataille de Grèce
- Bataille de Crète
- Bataille de la Méditerranée
- Siège de Malte
- Bataille de l'Atlantique
- Bataille sur les convois arctiques
- Front de l'Est
- Opération Torch
- Invasion alliée en Sicile
- Campagne d'Italie

## Organisation

### Stab. Gruppe
Formé le 1er mai 1939 à Lunebourg à partir du Stab/KG 257.

Un Stabs-staffel a existé de mai 1939 à juin 1941.

En juin 1941, Stab./KG 26 est renommé Stab/Fliegerführer Nord.

Le Stab./KG 26 est reformé à Grosseto en Italie en novembre 1942.

Geschwaderkommodore (Commandant de l'escadron) :
| Début             | Fin            | Grade           | Nom                                        |
| ----------------- | -------------- | --------------- | ------------------------------------------ |
| 1939              | Septembre 1939 | Generalmajor    | Hans Siburg                                |
| 29 septembre 1939 | Octobre 1940   | Generalmajor    | Robert Fuchs                               |
| Octobre 1940      | Novembre 1940  | Oberstleutnant  | Karl Freiherr von Wechmar (mort au combat) |
| 15 octobre 1940   | Juin 1941      | Generalleutnant | Alexander Holle                            |
| Début             | Fin            | Grade           | Nom                                        |
| 6 janvier 1942    | Novembre 1942  | Oberst          | Martin Harlinghausen                       |
| Décembre 1942     | Février 1943   | Oberst          | Karl Stockmann                             |
| Mars 1943         | Novembre 1944  | Oberstleutnant  | Werner Klümper                             |
| Novembre 1944     | Janvier 1945   | Oberstleutnant  | Wilhelm Stemmler                           |
| Février 1945      | Mai 1945       | Oberstleutnant  | Georg Teske                                |

### I. Gruppe
Formé le 1er mai 1939 à Lübeck-Blankensee  à partir du I./KG 257 avec :
- Stab I./KG 26 à partir du Stab I./KG 257 ;
- 1./KG 26 à partir du 1./KG 257 ;
- 2./KG 26 à partir du 2./KG 257 ;
- 3./KG 26 à partir du 3./KG 257.

À partir de janvier 1942, le 3./KG 26 est converti sur des bombardiers lanceurs de torpilles Heinkel He 111H à Grosseto. Le reste du I./KG 26 est converti sur des Junkers Ju 88A-4 LT lanceurs de torpilles à partir d'avril 1944. Les appareils et membres d'équipage du I./KG 77 sont intégrés le 20 juillet 1944 avec :
- Stab I./KG 26 à partir du Stab I./KG 77
- 1./KG 26 à partir du 1./KG 77 ;
- 2./KG 26 à partir du 2./KG 77 ;
- 3./KG 26 à partir du 3./KG 77.

Gruppenkommandeure (Commandant de groupe) :
| Début             | Fin               | Grade          | Nom                           |
| ----------------- | ----------------- | -------------- | ----------------------------- |
| Mai 1939          | 12 septembre 1939 | Major          | Walter Loebel                 |
| 13 septembre 1939 | 20 avril 1940     | Oberstleutnant | Hans Alefeld (Mort au combat) |
| 20 avril 1940     | Mars 1942         | Oberstleutnant | Hermann Busch                 |
| Mars 1942         | Juillet 1942      | Hauptmann      | Bert Eicke (par intérim)      |
| Juillet 1942      | Janvier 1943      | Major          | Werner Klümper                |
| Janvier 1943      | Juillet 1943      | Hauptmann      | Herbert Vater                 |
| Juillet 1943      | Août 1943         | Hauptmann      | Klaus Toball (par intérim)    |
| Août 1943         | 11 novembre 1943  | Hauptmann      | Helmut von Rabenau            |
| 12 novembre 1943  | Juillet 1944      | Hauptmann      | Jochen Müller                 |
| Juillet 1944      | Février 1945      | Major          | Willi Sölter                  |

### II. Gruppe
Formé le 1er mai 1939 à Lunebourg  à partir du II./KG 257 avec : 
- Stab II./KG 26 à partir du Stab II./KG 257 ;
- 4./KG 26 à partir du 4./KG 257 ;
- 5./KG 26 à partir du 5./KG 257 ;
- 6./KG 26 à partir du 6./KG 257.

Le II./KG 26 commence la guerre avec des bombardiers Heinkel He 111H. En février 1941, le 6./KG 26 est converti sur des bombardiers lanceurs de torpilles Heinkel He 111H-4/6(torp.). Le reste du Gruppe est converti aux bombardiers lanceurs de torpilles à partir d'avril 1942 à Grosseto (un staffel à la fois).
En mai 1942, le 4./KG 26 est renommé 2./KG 100 et est reformé 2 mois plus tard à partir du 7./KG 26.
Le Gruppe commence sa conversion sur des bombardiers lanceurs de torpilles Junkers Ju 88A à partir de juin 1943.
Gruppenkommandeure :
| Début            | Fin              | Grade          | Nom               |
| ---------------- | ---------------- | -------------- | ----------------- |
| 1er mai 1939     | Octobre 1939     | Oberstleutnant | von Bushe         |
| Octobre 1939     | 3 avril 1940     | Oberstleutnant | Hans Hefele       |
| 6 avril 1940     | 20 août 1940     | Major          | Martin Vetter     |
| 21 août 1940     | 31 décembre 1940 | Major          | Eckhard Christian |
| 1er janvier 1941 | 17 janvier 1941  | Major          | Helmut Bertram    |
| 18 janvier 1941  | 14 mai 1941      | Hauptmann      | Robert Kowalewski |
| 15 mai 1941      | 11 février 1943  | Major          | W. Beyling        |
| 12 février 1943  | 10 août 1944     | Major          | Georg Teske       |
| 11 août 1944     | 2 décembre 1944  | Major          | Otto Werner       |
| 3 décembre 1944  | 8 mai 1945       | Major          | Rudolf Schmidt    |

### III. Gruppe
Commence sa formation le 12 septembre 1939 à Jesau sur des bombardiers Heinkel He 111H avec :
- Stab III./KG 26 nouvellement créé ;
- 7./KG 26 nouvellement créé en novembre 1939 ;
- 8./KG 26 nouvellement créé en janvier 1940 ;
- 9./KG 26 en décembre 1939.

La formation a été achevée en février 1940, mais le Gruppe III./KG 26 est immédiatement renommé Kampfgruppe 126 avec :
- Stab III./KG 26 devient Stab/KGr 126 ;
- 7./KG 26 devient 1./KGr 126 ;
- 8./KG 26 devient 2./KGr 126 ;
- 9./KG 26 devient 3./KGr 126.

et est reformé à partir du I./KG 28 avec :
- Stab III./KG 26 à partir du Stab I./KG 28
- 7./KG 26 à partir du 1./KG 28 ;
- 8./KG 26 à partir du 2./KG 28 ;
- 9./KG 26 à partir du 3./KG 28.

Le 15 décembre 1941, alors qu'il est à Setschinskaja, il est renommé II./KG 100 avec :
- Stab III./KG 26 devient Stab II./KG 100
- 7./KG 26 devient 4./KG 100 ;
- 8./KG 26 devient 5./KG 100 ;
- 9./KG 26 devient 6./KG 100.

et est reformé à partir du nouveau I./KG 28 avec :
- Stab III./KG 26 à partir du Stab I./KG 28 ;
- 7./KG 26 à partir du 1./KG 28 ;
- 8./KG 26 à partir du 2./KG 28 ;
- 9./KG 26 à partir du 3./KG 28.

Le 8 juin 1942, il est encore renommé pour devenir le I./KG 1 avec :
- Stab III./KG 26 devient Stab I./KG 1
- 7./KG 26 devient 4./KG 26 ;
- 8./KG 26 devient 1./KG 1 ;
- 9./KG 26 devient 2./KG 1.

et est reformé à partir du Kü.Fl.Gr. 506 (Küstenfliegergruppe 506/Kampfgruppe 506), sur des bombardiers Junkers Ju 88A-4, avec :
- Stab III./KG 26 à partir du Stab/Kü.Fl.Gr. 506
- 7./KG 26 à partir du 1./Kü.Fl.Gr. 506 ;
- 8./KG 26 à partir du 2./Kü.Fl.Gr. 506 ;
- 9./KG 26 à partir du 3./Kü.Fl.Gr. 506 ;

Le 8./KG 26 est dissous en juillet 1943, et est reformé le 13 juillet 1943 à partir du 1./Kü.Fl.Gr. 906 (Küstenfliegergruppe 906/Kampfgruppe 906).
En avril 1944, il est converti sur Junkers Ju 88A-17, et en août 1944 - novembre 1944 sur Ju 188A-3.

Gruppenkommandeure :
| Début              | Fin              | Grade     | Nom                 |
| ------------------ | ---------------- | --------- | ------------------- |
| 1er novembre 1939  | 31 mai 1940      | Major     | Viktor von Lossberg |
| 1er juin 1940      | Février 1941     | Major     | Günther Wolfien     |
| Février 1941       | 30 août 1941     | Major     | Viktor von Lossberg |
| 1er septembre 1941 | Octobre 1941     | Major     | K. Lersche          |
| Octobre 1941       | Février 1942     | Major     | S. Böhme            |
| Février 1942       | 21 juillet 1942  | Hauptmann | Ernst Thomsen       |
| 22 juillet 1942    | Septembre 1942   | Hauptmann | Möller              |
| Septembre 1942     | Novembre 1942    | Major     | G. Hielscher        |
| Novembre 1942      | 19 décembre 1942 | Major     | Horst Kayser        |
| 20 décembre 1942   | Février 1944     | Hauptmann | Klaus Nocken        |
| Février 1944       | Octobre 1944     | Major     | Ernst Thomsen       |
| Octobre 1944       | 8 mai 1945       | Major     | Wolf Harseim        |

### IV. Gruppe
Formé en août 1940 à Lübeck-Blankensee comme (Erg.Staffel/KG 26). Il augmente ses effectifs pour devenir Gruppe le 22 mars 1941 avec :
- Stab IV./KG 26 nouvellement créé
- 10./KG 26 à partir du Erg.Sta./KG 26 ;
- 11./KG 26 nouvellement créé ;
- 12./KG 26 nouvellement créé ;

Le 12./KG 26 est dissous en mai 1942 et est reformé à Westerland à partir du Erg.Sta./Kü.Fl.Gr.506. 
Le 7 septembre 1944, il est renommé Ergänzungskampfgruppe LT (Lufttorpedo) avec :
- Stab IV./KG 26 devient Stab/Erg.KGr. LT ;
- 10./KG 26 est dissous ;
- 11./KG 26 devient 2./Erg.KGr. LT ;
- 12./KG 26 devient 3./Erg.KGr. LT.

Gruppenkommandeure :
| Début           | Fin              | Grade | Nom           |
| --------------- | ---------------- | ----- | ------------- |
| 22 mars 1941    | 6 octobre 1941   | Major | Franz Ziemann |
| 7 octobre 1941  | Février 1944     | Major | Fritz Gehring |
| 18 février 1944 | 6 septembre 1944 | Major | Klaus Nocken  |